# Wu Rangzhi
Wú Ràngzhī （1799-1870), originaire de Yangzhou dans la province de Jiangsu, connu sous son nom littéraire Rangzhi (caractères simplifiés: 让之; caractères traditionnels : 讓之), prénom personnel Xizhai ( 熙載 ), est un grand maître chinois de la gravure de sceau et un calligraphe.
Il a développé  l’école Wăn (皖派 ) fondée par  Dèng Zhírú (鄧石如) originaire de la province de l'Anhui). 